# Grzegorz Bukała
Grzegorz Bukała (ur. 13 maja 1952 w Gdańsku) – polski muzyk, założyciel i jeden z liderów Wałów Jagiellońskich; kompozytor i autor tekstów, z wykształcenia inżynier-elektryk.

## Życiorys
Zdobył I Nagrodę na Studenckim Festiwalu Piosenki w Krakowie w 1978 r., a wraz z Wałami Jagiellońskimi nagrody: dziennikarzy w 1978 i publiczności w 1983 r. oraz jedyną w historii tego festiwalu nagrodę Solidarności tzw. Złoty Kafel w 1981 r. na Krajowym Festiwalu Polskiej Piosenki w Opolu. Wraz z zespołem nagrał trzy winylowe płyty długogrające (tzw. long-play), o łącznym nakładzie ponad miliona egzemplarzy, z których dwie uzyskały tytuł złotej.
22 września 2008 roku ukazała się jego solowa płyta zatytułowana Pocztówki z Macondo.

## Piosenki napisane przez Grzegorza Bukałę
- „Twój pierwszy elementarz” (słowa Paweł Lejman i Krzysztof Szczucki, muzyka Rudi Schuberth i Grzegorz Bukała)
- „Wariacje na temat skrzypka Hercowicza” (słowa)
- „Grusza a sprawa polska” (słowa)
- „Mała piosenka o niebie” (słowa) – Piosenka poświęcona pamięci Wojtka Bellona.